# Assenna.com
Assenna.com är en webbsida baserad i London som i mitten på 2000-talet var en av de mest lästa och spridda oppositionella, fristående källorna till information i Eritrea. På sidan fanns dels egna reportage och kommentarer men också länkar till andra informationskällor. Assenna.com är riktad till eritreaner och syftet är att främja yttrandefrihet och föra samman den eritreanska diasporan.
Bakom webbsidan står Assenna Foundation som även står bakom Asena eritrean satellite television (ATV).

## Politiska utspel
Assenna.com har krävt en utredning gällande om Isaias Afwerki bör skickas till den Internationella domstolen i Haag (ICC), gällande påståenden om att han orsakat tusentals oskyldiga eritreaners död.

## Externa webbsidor
- Webbsidan Assenna.com